# Can Bellet
Can Bellet és un edifici del municipi de Sant Cugat del Vallès (Vallès Occidental) que forma part de l'Inventari del Patrimoni Arquitectònic de Catalunya. El 1912 els actuals propietaris compraren la masia que era propietat del monestir de Sant Cugat.

## Descripció
Estructura de planta basilical amb planta baixa, pis i golfes. La coberta és a dos vessants amb un cos central més alt en el que s'hi ha fet dues obertures corresponents a les golfes. Estructura simètrica que es pot observar en la composició de l'eix longitudinal a on s'han situat la porta d'entrada, la finestra més gran i les golfes. La finestra i la porta són emmarcades amb pedra essent la porta de punt rodó adovellada. La façana és arrebossada en blanc i té un rellotge de sol.